# Село имени Абылхаира Баймульдина
Село имени Абылхаира Баймульдина (каз. Әбілқайыр Баймолдин атындағы ауыл., до 2007 года — Восточное) — село в Аккулинском районе Павлодарской области Казахстана. Расположено в 90 км к юго-востоку от областного центра — Павлодара и в 90 км к северу у от районного центра — села Аккулы. Административный центр Баймульдинского сельского округа. Код КАТО — 555235100.

## История
Село возникло в 1954 году на урочище у озера Балатакыр. Село было центральной усадьбой бывшего мясо-молочного совхоза «Восточный» (название было дано, потому что в то время он находился в восточной части Павлодарского района). В 1960 году совхоз передали в Лебяжинский район. В 1975 году совхоз переименовали в память погибшего земляка, полковника, участника Гражданской и Великой Отечественной войны Абылхаира Баймульдина.
В 2007 году село Восточное было переименовано в село имени Абылхаира Баймульдина.

## Население
В 1985 году в селе проживало 854 человека. В 1999 году население населённого пункта составляло 633 человека (298 мужчин и 335 женщин). По данным переписи 2009 года, в населённом пункте проживало 455 человек (222 мужчины и 233 женщины).